# Groupe franc motorisé de cavalerie
Pour les articles homonymes, voir GFC.
 (mars 2018).
Un groupe franc motorisé de cavalerie, ou GFC, est un type d'unité autonome de l'armée française en 1940, qui a existé au début de la Seconde Guerre mondiale, de la fin du mois de mai 1940 au commencement du mois d'août 1940. S'il n'était pas à proprement parler interarmes, appartenant à la cavalerie, le groupe franc regroupait toutefois des éléments de cavalerie blindée, d'artillerie et d'infanterie.

## Création et missions
Les groupes francs motorisés de cavalerie, chacun du volume d'un à deux escadrons, ont été formés fin mai 1940 pendant la bataille de France, principalement par l'agrégation de rescapés issus d'un groupe de reconnaissance de division d'infanterie mécanisé (notamment du 1er GRDI) et de jeunes recrues entrainées au combat mécanisé à Montlhéry.
Comme le précise Robert M. Gerard, ces groupes francs étaient uniquement composés de volontaires.
Les groupes francs no 1 à no 3 ont été officiellement créés le 21 mai 1940 et les no 4 et 5 le 25 mai 1940.
Les missions des groupes francs motorisés de cavalerie, constitués dans des circonstances désespérées, étaient :
- le combat de retardement ;
- la sûreté d'états-majors ;
- la recherche du renseignement ;
- le renforcement.

Ces petites unités, placées sous les ordres d'un capitaine, regroupaient  à la fois des chars, des auto-mitrailleuses, des canons antichars de 25 et de 47 mm, des fantassins portés armés de mitrailleuses lourdes, des side-cars et motos armés, leurs propres camions de munitions et de carburant.
De surcroit, tout l'équipement des groupes francs était neuf et de qualité (chars moyens Somua modèle 1935, Renault AMC 35, 10 AMD Panhard 178 et 10 chars légers Hotchkiss H39, canons automoteurs Laffly…).
« Le Groupe Franc était une petite armée à lui tout seul, un groupe de combat intégré ».
Chaque groupe franc, comprenant blindés, artillerie et infanterie, agissait de façon autonome, dans la zone qui lui avait été assignée, combattant le plus souvent seul, à la disposition du général commandant la zone, là où celui-ci avait besoin d'un renfort déterminé.
Initialement destinés à renforcer la défense de la Somme, les groupes francs no 1, 2, 4 et 5 furent finalement déployés aux environs de Rouen à partir du 6 juin pour protéger les ponts de la basse Seine. Commandés par de jeunes chefs énergiques et déterminés, ils se révélèrent extrêmement mordants, ne décrochant que sur ordre lorsqu'ils n'étaient pas déjà détruits.
« La mission spécifique de notre Groupe Franc était de combattre en arrière-garde pour protéger la retraite d'une division d'infanterie. Nous étions en fait une unité spéciale anti-chars, chargée de protéger la division des attaques de blindés, Le groupe était une sorte d'"unité suicide", comme l'illustre le fait que, des 250 hommes du 5e Groupe Franc, plus de 100 furent tués, 50 blessés, 80 faits prisonniers, et seulement 17 rentrèrent. »

## Numérotation et ordre de bataille au 6 juin 1940
De 1 à 5
- 5 groupes francs motorisés de cavalerie ont été rapidement constitués à partir du 21 mai 1940, à Montlhéry où était basé le COMAM (Centre d'organisation de motocyclistes et automitrailleuses). Y regroupant les volontaires et récupérant là les matériels disponibles, les groupes francs ont pu être opérationnels dès le commencement du mois de juin (le 3 juin au soir pour le 5e GFC, le 6 juin pour le 4e GFC).

En théorie, les cinq unités devaient comprendre chacune :
- 1 peloton moto (à sidecars et motos),
- 1 peloton de chars (idéalement à 5 blindés ; Somua S-35, Renault AMC 35 ou Hotchkiss H39) et 1 d'automitrailleuses (idéalement à 5 blindés ; auto-mitrailleuses Panhard 178),
- 2 groupes antichars (l'un à 2 canons de 47 mm et l'autre à 2 canons de 25 mm tractés ou Chasseur de chars Laffly W15 TCC),
- 1 « section d'infanterie »[réf. nécessaire] (ou plus exactement son équivalent en volume, pour le moins, armé de mitrailleuses lourdes et mortiers).

Le 10 juin, l'ordre de bataille de la 10e armée française comprend les 1er, 2e, 4e et 5e GFC, chacun théoriquement composé d'un peloton moto, d'un peloton à quatre automitrailleuses, de deux groupes antichars (l'un à 2 canons de 47 mm et l'autre à 2 canons de 25 mm) et de deux groupes de mitrailleuses. Ce n'est déjà plus d'actualité pour au moins trois de ces groupes francs (2e, 4e et 5e) fortement éprouvés la veille.
- GFC no 1 : capitaine Robert de Neuchèze.
  - 1 peloton de commandement,
  - 2 pelotons de chars (l'un à 5 chars Hotchkiss, l'autre à 7 AMC-35) et 1 d'auto-mitrailleuses (à 4 blindés Panhard AMD-178),
  - 1 groupe anti-chars (à 2 canons anti-chars de 25 mm),
  - 1 peloton de mortiers et 1 compagnie d'infanterie motorisée (sic).
- GFC no 2 : lieutenant (R) Pierre Heilbronn (mort pour la France le 9 juin 1940) et lieutenant Pierre Huot.
  - 1 peloton moto (à sidecars et motos),
  - 1 peloton de chars (à 2 chars Somua S-35, lieutenant Limouzin et aspirant Gugenheim) et 1 d'auto-mitrailleuses (à 2 blindés Panhard, lieutenant Ruffier d'Epenoux et adjudant Garcia),
  - 1 groupes anti-chars (à 2 canons anti-chars SA37 de 47 mm).
- GFC no 3 :capitaine François de Fürst.
  - 1 peloton de commandement
  - 1 peloton moto
  - 1 peloton d'automitrailleuses de découverte
  - 1 peloton de chars légers
  - 1 section d'infanterie portée
  - 1 groupe anti-chars (canons anti-chars de 47 mm)
  - 1 peloton de 25 mm anti-chars.
- GFC no 4 : capitaine François Huet ; lieutenant de Marolles ;

Effectif : 177 hommes, dont 8 officiers, 19 sous-officiers et 150 cavaliers ;
- 1 peloton de commandement et 1 moto (à sidecars et motos),
- 1 peloton de chars (à 2 AMC-35, un troisième étant en panne sur son porte-engin, aspirants Guy Dubern et Lepage) et 1 d'auto-mitrailleuses (à 4 ou 5 blindés),
- 2 groupes anti-chars (l'un à 2 canons anti-chars de 47 mm et l'autre à 2 canons de 25 mm),
- 1 peloton de mitrailleuses lourdes et 1 de mortiers.

Il était prévu, semble-t-il, que ce 4e Groupe Franc dispose « d'une dizaine de chars Somua de 37 tonnes [sic] »  mais tel n'était pas le cas.
- GFC no 5 : capitaine Ricaud ; adjoint : sous-lieutenant (R) Robert Marius Gueiroard ; formé le 26 mai à Montlhéry et opérationnel le 3 juin ;

Effectif : 249 hommes, dont 8 officiers et 241 sous-officiers et cavaliers ;
- 1 peloton de commandement (à 1 command car, 6 sidecars, 10 motos, 4 véhicules spécialisée - radio, téléphone, maintenance et cuisine de campagne, 62 hommes) et 1 moto (à 18 sidecars et 6 mitrailleuses, 35 hommes),
- 1 peloton de chars (à 5 chars Somua S-35, 14 hommes) et 1 d'auto-mitrailleuses (à 5 blindés Panhard M-1939, 19 hommes),
- 2 pelotons anti-chars, l'un de 47 mm (à 2 chasseurs de chars Laffly, 4 camions GMC, 34 hommes), l'autre de 25 mm (à 2 canons de 25 mm, 2 mitrailleuses et 4 half-tracks, 30 hommes),
- 1 peloton de mitrailleuses lourdes (à 6 mitrailleuses lourdes, 6 camions GMC, 1 command car, 48 hommes).

Environ la moitié de l'effectif du 5e Groupe Franc était issu de la Légion étrangère. Environ un quart des soldats était d'active, les trois quarts restants étaient constitués de mobilisés ayant presque tous effectué un service militaire de deux ans.
Les capitaines Huet et Ricaud venaient de combattre deux semaines en Belgique, puis dans le Nord-Pas de Calais, chacun à la tête d'un escadron du 1er GRDI (groupe de reconnaissance de la 5e DIM), régiment commandé par le colonel Pierre Préaud. Tous deux étaient des officiers de premier ordre, admirés de leurs subordonnés ,.
Le 1er GRDI disparut le 31 mai 1940 et une partie de ses hommes et matériels furent affectés aux 4e et 5e GFC.

## Faits d'armes et retraite
D'un volume global à peine équivalent à celui d'un régiment de cavalerie, les cinq Groupes Francs motorisés ont joué un rôle symbolique, mais localement significatif, dans les combats de retardement du mois de juin 1940, conservant leur mordant au-delà même de l'armistice. Le commandement français s’effondrait, mais les chefs des Groupes Francs demeuraient d’une énergie imperturbable et défendaient avec leurs moyens toutes les positions qui pouvaient l’être. Ils recevaient régulièrement, avec colère, l’ordre de décrocher et de battre en retraite ,.

### 1erGroupe Franc
Le 1er Groupe Franc s'est notamment illustré lors de la défense de la Loire, aux côtés des cadets de Saumur les 19 et 20 juin 1940. Il avait auparavant participé brièvement à la défense de la Somme, combattant dès le 28 mai à Bouelles, puis à celle de la Seine.

### 2eGroupe Franc
Le 2e groupe franc se trouve pont des Andelys, lors de la défense de la Seine, les samedi 8 et dimanche 9 juin. Il se bat encore au pont de Saint-Pierre-du-Vauvray le 12 juin.
Il combat héroïquement enfin à Boos (Seine-Maritime), près de Rouen, aux côtés du 5e GFC,
Le Journal de marche et opérations du 1° Régiment de Cuirassiers de la campagne de France et Belgique de 1940, récapitulant sa composition et ses effectifs au moment de sa dissolution le 1° juillet 1940, cite le 2° G.F.C.M. en ces termes : « Au Régiment est venu s'ajouter depuis la Loire le 2e Groupe Franc de Cavalerie Motorisée (2e G.F.C.M.) sous les ordres du Lt Huot avec le S-Lt Limousin et l'Aspirant Barée ».
Le 1° Cuirassiers avait notamment défendu du 18 au 20 juin, les rives de la Loire en aval de Tours, notamment les ponts de Langeais, Cinq-Mars et Port-Boulet. Il semble bien que le 2° G.F.C.M. ait constitué un apport significatif au 1° Cuirassiers, réduit à la moitié de ses effectifs et de son matériel après son évacuation de Dunkerque, malgré un reconditionnement partiel au sud de Paris.

### 3eGroupe Franc
Le 3e groupe franc, demeuré le dernier des cinq au COMAM de Montlhéry, combat à Savigny-sur-Orge le 14 juin, jour de la prise de Paris, puis à Nozay (Essonne) le 15 juin. Rattaché à la 241e DLI, il couvre la retraite de l'armée de Paris. Son effectif est réduit à 1 officier, 3 aspirants, 2 sous-officiers et 18 hommes du rang le 27 juin 1940.

### 4eet5eGroupes Francs
Les 4e et 5e groupes francs se sont distingués dans les mêmes circonstances, les 8 et 9 juin, le premier à Igoville, au combat de Pont-de-l'Arche, le second à Boos, puis à Rouen même, tenant les ponts du centre-ville.
Le 5e GFC atteint la Somme, un peu à l'Est d'Abbeville, le 4 juin à 10 h du matin, où il subit sa première attaque aérienne le lendemain. Le 7 juin à midi, ce GFC reçoit l'ordre de défendre le village de Boos, à l'Est de Rouen, où il arrive en fin d'après-midi. Le lendemain 8 juin vers 17 h, il y stoppe une colonne de 14 chars moyens allemands (PzKpfw IV), venant du hameau de Puits Guérard, revendiquant la destruction de 7 chars. Les 7 chars rescapés, s'étant détournés vers Igoville, y seront neutralisés par le 4e GFC dans la nuit du 8 au 9. Le 5e GFC, n'ayant perdu qu'un seul blindé, reçoit l'ordre de se replier vers Rouen.
Le 4e GFC combat à Igoville, en avant de Pont-de-l'Arche, le 9 juin, de 3 h 20 du matin à 10 h 30. À l'issue de ce combat, l'effectif du 4e GFC, replié sur la rive droite de la Seine, est réduit de moitié environ et il a perdu tous ses blindés et canons. En début d'après-midi, il est relevé de sa mission de protection du fleuve par un escadron de dragons portés commandé par le capitaine Jacques Weygand, fils du général Weygand.
Le 5e GFC combat dans le centre de Rouen le 9 juin, de 9 h du matin à 13 h, défendant le pont de Pierre et le pont Boieldieu. Il y affronte une dizaine de chars légers PzKpfw II et près de 50 chars moyens. Son groupe de deux canons antichars revendique la destruction d'au moins 15 de ces chars allemands, peut-être davantage, avant d'être neutralisé, et l'un des chars du GFC aurait détruit 5 chars allemands et, bien que touché, demeure opérationnel. À l'issue de ce combat, l'effectif du 5e GFC est passé de 220 hommes environ à 90, avec seulement 2 chars et 2 automitrailleuses en état. Il reçoit alors l'ordre d'abandonner Rouen et les rives de la Seine pour se replier en défense de la ligne terrestre La Bouille - Elbeuf, avec quartier général (QG) à Saint-Ouen-de-Thouberville. Il y est au contact d'un bataillon d'infanterie français commandé par un lieutenant-colonel[Lequel ?] aussi déterminé à combattre que Ricaud.
Le 10 juin le 4e GFC est à Normanville (Eure), où il subit une attaque, et le 5e GFC à Bourgtheroulde. Profitant de la relative accalmie qu'offre le sud de la Seine - et le fait que Rommel soit occupé, au Nord, à réduire la poche du pays de Caux -, ces deux groupes francs, presque privées d'armes lourdes, se reconstituent tant bien que mal, de 90 à 120 hommes environ pour le 5e GFC, et du même ordre pour le 4e). Le 4e GFC est désormais assigné à la protection de l'état-major du général de La Laurencie. Du 12 au 14 juin, le 5e GFC assure la surveillance de la Seine, entre La Bouille et la mer, secondé par une compagnie de 300 douaniers. Son QG est à Bourneville (Eure).
Les deux groupes francs, bientôt contraints de se replier, sur ordre, d'abord en Basse-Normandie, puis en Mayenne, vont participer ultérieurement à la défense de la Loire, puis à la retraite jusque sur la Dordogne. Ils poursuivront leurs actions de retardement jusqu'à l’entrée en vigueur de l'armistice du 22 juin 1940, avec détermination et de façon aussi ordonnée que possible, le 4e GFC étant handicapé par sa mission de protection d’État-major. Les 16 et 17 juin, le 4e GFC prend une part active à la défense de Château-Gontier, puis s’illustre particulièrement en tenant les ponts du Lion-d'Angers, bloquant les infiltrations blindées ennemies, sous de forts bombardements d’artillerie et de Stukas. « Le 18, il intervint à nouveau dans la défense de Vernet et de Bécon-les-Granits, près d'Angers, avant de passer la Loire dans la soirée à Montjean-sur-Loire. »
Lorsque l’armistice signé le 22 juin entre en vigueur, le 24 juin à 19 h, le 4e groupe franc vient d'atteindre la Garonne et, deux jours plus tard, s'installe à Flaujagues (Gironde), où il demeure en alerte plusieurs semaines, jusqu'à la démobilisation.
Le 5e GFC, replié le 15 juin derrière la Risle à Campigny, fait sauter les ponts de Saint-Paul-sur-Risle et de Pont Audemer, puis, via Lisieux, poursuit vers Argentan, où il prend position dans la forêt de Gouffern le soir même. Il y demeure en défense jusqu'au 17 juin à 3 h 30 du matin, où il reçoit l'ordre de se replier sur Ernée, via Carrouges et Mayenne. Parcourant ce trajet en moins de 24 heures, essuyant combats et attaques aériennes, il atteint Ernée le 18 juin au matin et, le jour même, y échappe à l'encerclement complet de sa division d'infanterie. Le 5e GFC franchit la Loire à Ancenis et assume désormais la protection de l'état-major d'un énergique général[Lequel ?] commandant les restes de sa division de cavalerie (500 hommes, dont un escadron anti-chars). Le 19, le groupe reprend des forces à Montrevault, au sud de la Loire, où la "division", en position de défense du fleuve, reçoit une fois de plus l'ordre de se replier, le 20 à 7 h du matin. Le 24 juin après-midi, le groupe franc venait d'atteindre un affluent de la Garonne, à Bénévent (Dordogne), entre Périgueux et Libourne.

## Figures notables
- capitaine Robert de Neuchèze (1904 - †1944), commandant le 1er GFC. Saint-Cyrien (1925-1927). Officier au 2e Régiment de Dragons, à Auch (septembre 1940) et cadre éminent de la Résistance (camouflage de matériel militaire, etc.). Après novembre 1942, sous couverture des Eaux-et-Forêts, il est responsable de la Résistance militaire dans le Gers). Arrêté en août 1943, il s'évade et passe en Afrique du Nord à bord du sous-marin « L'Aréthuse » en septembre 1943, le corps drapé de l'étendard du 2e Dragons. Promu commandant il débarque en Provence avec ce régiment en août 1944 et tombe pour la France près d'Autun le 9 septembre 1944.

- lieutenant de réserve Pierre Heilbronn (1895 - †9 juin 1940), commandant le 2e GFC, chevalier de la Légion d'honneur en 1918 à l’âge de 23 ans (après avoir été trois fois blessé et six fois cité), cofondateur des Nouvelles littéraires, tué le 9 juin 1940 et promu officier de la Légion d'honneur avec la citation suivante « Officier d’un courage éprouvé. S’est brillamment conduit au cours des combats qui eurent lieu au pont des Andelys. A été pour ses hommes le plus bel exemple de courage et de sang-froid. Chargé de la défense de la Seine a trouvé une mort glorieuse en dirigeant personnellement le tir de ses canons anti chars. »[13]. Ses parents et sa sœur moururent en déportation.

- lieutenant Pierre Huot (1904 - 1987), commandant le 2e GFC. Il se distingue lors de la défense du village de Boos. Capitaine au 1er régiment de chasseurs d'Afrique en juillet 1941, il débarque en Provence avec la 5e DB en septembre 1944 et commande un escadron du 6e chasseurs d’Afrique en mars 1945. Blessé en avril 1945 en Allemagne, il est promu chef d’escadrons au mois de décembre suivant. Il sert en Indochine (1953-1955), puis au Maroc (1955-1958). Promu général de brigade en 1961, il termine sa carrière comme commandant en second de l'École de cavalerie de Saumur.

- capitaine François Huet (1905 - 1968), commandant le 4e GFC. Saint-Cyrien, il a séjourné longuement au Maroc avant guerre. Au cours des campagnes de Belgique et de France, il se montre un chef incomparable d’audace et de sang-froid. Après l'armistice, Huet sert au sein de l'école spéciale militaire de Saint-Cyr, repliée à Aix-en-Provence. On le retrouve en 1944 chef militaire du maquis du Vercors. Au terme de sa carrière, il commande la région militaire de Lille.

- aspirant Guy Dubern (1917 - 2012), chef du peloton de chars du 4e GFC, puis aide de camp du capitaine Huet. Cité à l'ordre de l'Armée. Guy Dubern, ingénieur agricole, servit ensuite comme chef de peloton de chars au sein de la 1re DB en 1944-45, au 3e régiment de chasseurs d'Afrique, participant au siège de Colmar, aux combats d'Alsace, puis à ceux de Wurtemberg. Sous-lieutenant, il fit partie du premier contingent français d'occupation de Berlin.

- capitaine Ricaud (1904 - 1987), commandant le 5e GFC. Engagé volontaire en 1921. Comme Huet il s'est distingué en Belgique puis en France au mois de mai 1940, avec le 1er GRDI (groupe de reconnaissance de la 5e DIM), à la tête de son escadron d'automitrailleuses de découverte. Il a été promu capitaine étant au feu, en mai 1940. Par la suite, il a servi comme officier de chasseurs d'Afrique, d'abord au 6e RCA en 1941, pendant la campagne du Levant, puis au 9e RCA en 1944-1945, toujours à la tête d'un escadron. Chef d'escadrons en 1947, quitte l'armée en 1948. Promu lieutenant-colonel de réserve en 1954.

- sous-lieutenant de réserve Robert Marius Gueiroard (1917 - 2013), alias Gerard, officier en second du 5e GFC. Robert Gueiroard émigra aux États-Unis où il servit comme instructeur au sein de l'US Army[14].

- Jehan Alain, compositeur et organiste français, cité pour actes de bravoure, il résiste seul à un peloton d'assaut allemand et meurt au champ d'honneur à 29 ans le 20 juin 1940 près de Saumur[15].